# Angus (mitología)

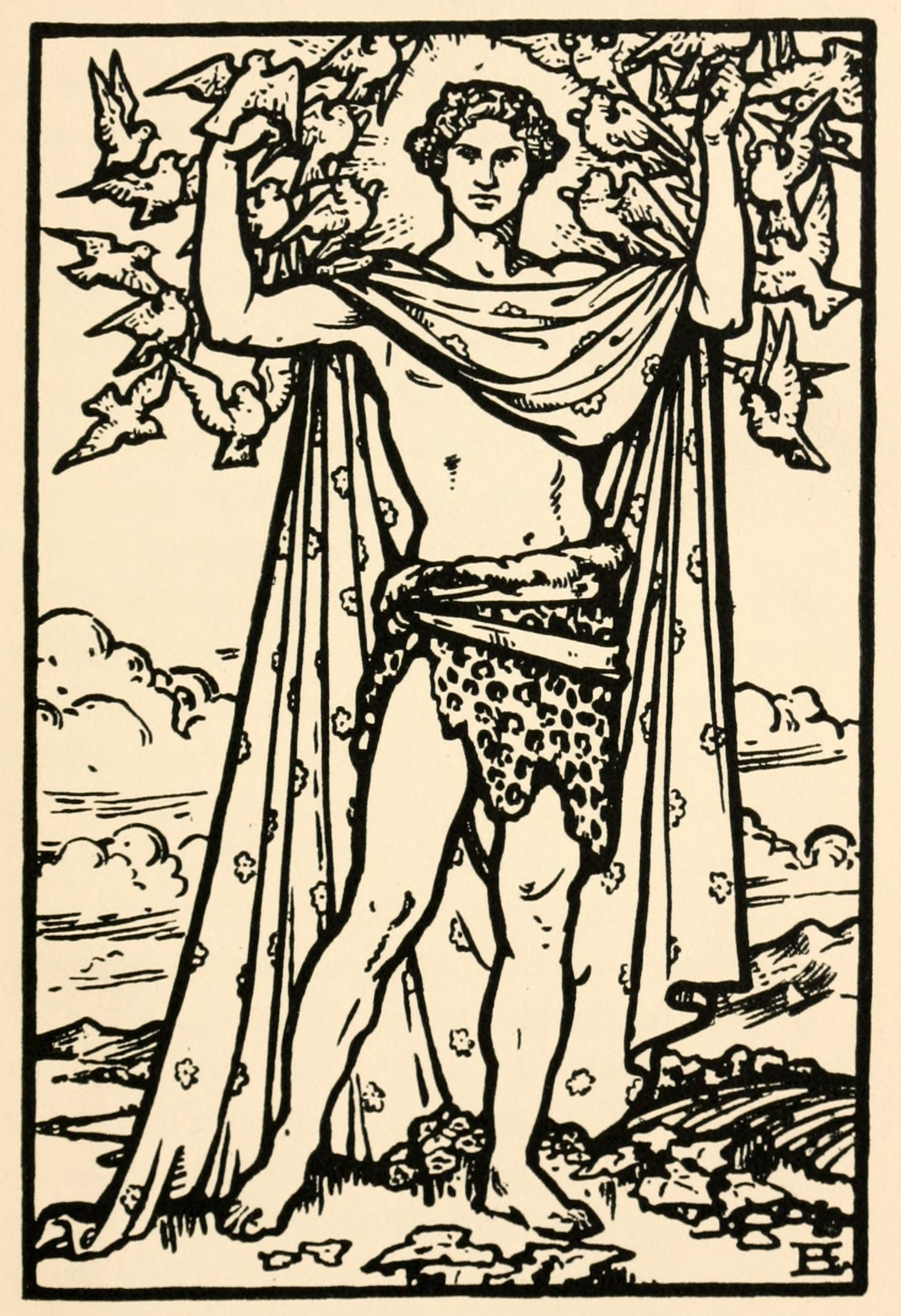
Angus, ilustración (1914).

Angus es el dios celta irlandés del amor conocido también como Aengus Og (Aengus el joven), Oengus o por el sobrenombre Mac Oc (joven hijo). Se le considera el dios de la juventud, la belleza y la poesía. A menudo, se le compara con Eros y Apolo.

## Representación
Suele aparecer representado como un joven extremadamente atractivo de cabellos rojizos y rizados, rodeado por cuatro pájaros que representan sus besos y cuyo canto enamora a las parejas. Posee también un manto de invisibilidad con el que puede protegerse a sí mismo o a otros.

## Nacimiento
Nacido como fruto de una infidelidad de Dagda y de la diosa Boann, hicieron que el sol brillara de un modo intenso y constante durante 9 meses para no ser descubiertos por sus respectivos cónyuges. Más tarde, en un intento de ocultar lo sucedido Angus fue criado por Midhir, que hizo de padrastro aunque fuera también su hermanastro.

## Mitos y leyendas

### La doncella mágica
Este mito cuenta como Angus quedó totalmente enamorado de una joven bellísima que se le aparecía en sueños. La primera vez que esto sucedió despertó con el sentimiento de que la amaba, tanto fue así que no podía ni comer, pero fue la segunda vez cuando, la doncella, acompañada de una arpa tocó una hermosa melodía, que al amanecer despertó tan enamorado que cayó enfermo de amor.

Angus habló con su madre Boann sobre lo que le pasaba y esta buscó a la muchacha durante un año sin resultado. Fueron después a hablar con Dagda pero tras otro año él tampoco pudo encontrarlo. Así pues, recurrieron finalmente a Bov el Rojo, rey de los daanos de Munster y hermano de Dagda, el cual después de un año logró encontrar a la doncella en un lugar llamado el Lago de la Boca del Dragón.

Angus va a ver a Bov para que le lleve junto a la joven, hospedándose en su casa durante tres días. Al llegar al lago ven a ciento cincuenta muchachas caminando en parejas, cada pareja unida por una cadena de oro, entre ellas Angus identifica a su amada, la cual sobresale entre las demás por una cabeza de alto, y Bov le explica que ella era Caer, hija de Ethal Anubal, príncipe de los daanos de Connacht.

Al no tener Angus poder suficiente para raptarla y por consejo de Bov viaja junto a Dagda a hospedarse al castillo de Aliell y Maniev, reyes de Connacht y padres de Ethal. Tras una semana con ellos al conocer el motivo de la visita se niegan a ayudar a Angus, ya que no tienen autoridad sobre Ethal, a pesar de ello le mandan un mensaje a Ethal pidiendo la mano de Caer, a lo cual este se niega. Ante esta negativa, Athel es asediado por Dagda y Aliell hasta que confiesa que el motivo de la negativa es que Caer pasa alternativamente un año como doncella y al siguiente como cisne al igual que el resto de las doncellas del lago, y que el 1 de noviembre de ese año volverá a convertirse en cisne.

Angus viaja al lago en esa fecha, allí llamó a Caer para hablar con ella y al explicarle quién es él se ve transformado en cisne, lo cual simbolizaba que ella correspondía a su amor. Tras esto volaron hacia el castillo sobre el Boyne, donde vivirían a partir de ese momento, mientras entonaban una preciosa melodía que hizo que cualquier persona que la escuchara cayera dormido durante tres días y tres noches.

### El jabalí salvaje de Ben Bulben
Dermot le fue entregado por su padre a Angus para que creciera bajo su cuidado en el castillo de Boyle. Cuando éste creció tuvo un enfrentamiento con el jabalí salvaje de Ben Bulben el cual acabó matando a Dermot, pero Angus lo resucita y vuelve con él a su palacio.